# Ейті-Фор (Пенсільванія)
Ейті-Фор (англ. Eighty Four) — переписна місцевість (CDP) в США, в окрузі Вашингтон штату Пенсільванія. Населення — 645 осіб (2020).

## Географія
Ейті-Фор розташоване за координатами 40°10′40″ пн. ш. 80°7′49″ зх. д. / 40.17778° пн. ш. 80.13028° зх. д. (40.177698, -80.130298).  За даними Бюро перепису населення США в 2010 році переписна місцевість мала площу 17,10 км², уся площа — суходіл.

## Демографія
Згідно з переписом 2010 року, у переписній місцевості мешкало 657 осіб у 276 домогосподарствах у складі 202 родин. Густота населення становила 38 осіб/км².  Було 291 помешкання (17/км²).
Расовий склад населення:
| - 98,9 % — білих - 0,6 % — чорних або афроамериканців - 0,2 % — азіатів |

До двох чи більше рас належало 0,3 %. Частка іспаномовних становила 0,3 % від усіх жителів.
За віковим діапазоном населення розподілялося таким чином: 17,7 % — особи молодші 18 років, 63,9 % — особи у віці 18—64 років, 18,4 % — особи у віці 65 років та старші. Медіана віку мешканця становила 47,8 року. На 100 осіб жіночої статі у переписній місцевості припадало 109,9 чоловіків;  на 100 жінок у віці від 18 років та старших — 113,0 чоловіків також старших 18 років.
Середній дохід на одне домашнє господарство  становив 64 595 доларів США (медіана — 44 688), а середній дохід на одну сім'ю — 81 701 долар (медіана — 68 281). За межею бідності перебувало 4,4 % осіб, у тому числі 3,8 % дітей у віці до 18 років та 0,0 % осіб у віці 65 років та старших.
Цивільне працевлаштоване населення становило 378 осіб. Основні галузі зайнятості: виробництво — 35,2 %, освіта, охорона здоров'я та соціальна допомога — 24,3 %, роздрібна торгівля — 8,7 %, будівництво — 7,4 %.